# Marc Klasfeld
Mark Klasfeld (Pennsylvania, ...) è un regista statunitense, famoso per aver diretto oltre 200 video musicali di alcuni tra gli artisti più celebri nell'industria musicale dagli anni '90 ad oggi.

## Biografia
Nato e cresciuto in Pennsylvania, Marc Klasfeld, molto riservato riguardo alle proprie informazioni private, è laureato alla Tisch School of the Arts, sezione artistica dell'Università di New York.

### Carriera
Nella sua carriera, Mark ha diretto video musicali per artisti come gli Slipknot, i Sum 41, Katy Perry, Jay-Z, Nelly, i Foo Fighters, i Red Hot Chili Peppers, Britney Spears, Avril Lavigne, gli Aerosmith, Charlie Puth, Michael Bublé, Kelly Clarkson, i Twenty One Pilots e molti altri.
Il suo video di maggiore successo, See You Again, di Wiz Khalifa e Charlie Puth, è attualmente il secondo video musicale più visto di sempre su YouTube, con oltre 3 miliardi di visualizzazioni; il video il 10 luglio 2017 è riuscito a superare il virale Gangnam Style di Psy, per poi venir a sua volta superato, il 4 agosto successivo, dalla celebre Despacito di Luis Fonsi e Daddy Yankee.
Klasfeld è stato regista anche di spot pubblicitari per imprese come Target, Nike, la National Football League, l'NBA e Cartoon Network.
Klasfeld è inoltre il fondatore della società di produzione di video musicali "Rockhard", che ha prodotto video per artisti come Lady Gaga, Justin Bieber, Aerosmith, Prince e Mariah Carey.

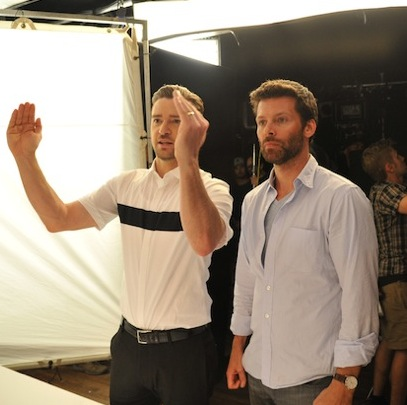
Il regista assieme al cantante Justin Timberlake

Infine, Klasfeld è uno dei registi di video musicali più premiati di sempre, con cinque nomination agli MTV Video Music Awards e quattro all'Academy of Country Music Awards.

## Videografia

### 1994
- Eric Roberson - The Moon

### 1997
- Born Jamericans - Yardcore
- Jeru the Damaja - Me or the Papes
- Kim English - Learn 2 Luv
- Three 6 Mafia - Tear da Club Up '97
- Dead Prez - Food, Clothes & Shelter

### 1998
- Juvenile - Ha
- Canibus - I Honor U
- Shaggy - Luv Me, Luv Me

### 1999

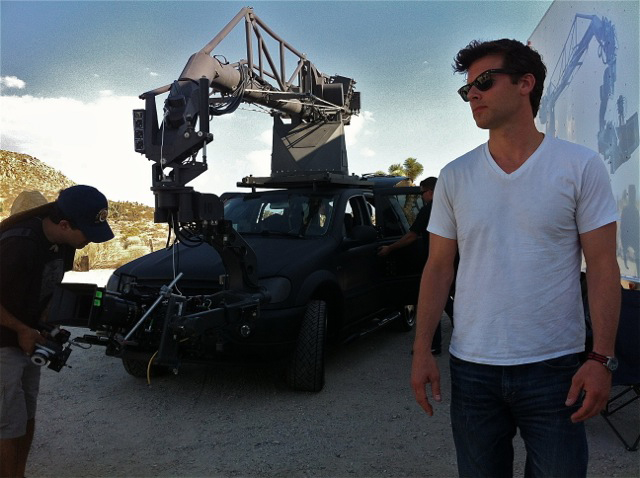
Marc Klasfeld sul set

- Juvenile - Follow Me Now
- B.G. - Cash Money Is An Army
- Clipse - The Funeral
- 8Ball & MJG - We Started This
- Rakim - When I B On Tha Mic
- Kottonmouth Kings - Bump

### 2000
- Cam'ron - My Hood
- Cam'ron - What Means the World to You
- Dope - Everything Sucks
- Nelly - Country Grammar (Hot Shit)
- Shyne - Bad Boyz
- Shyne - That's Gangsta
- Hed P.E. - Bartender
- Insane Clown Posse - Let's Go All the Way
- Insane Clown Posse - Tilt-a-Whirl
- Fat Joe - Why Me?
- Dave Hollister - One Woman Man
- Sticky Fingaz - Get It Up
- Shade Sheist - Where I Wanna Be

### 2001
- Jay-Z - Girls, Girls, Girls
- Dirty - Hit da Floe
- Musiq Soulchild - Love
- St. Lunatics - Midwest Swing
- Alien Ant Farm - Smooth Criminal
- Alien Ant Farm - Movies
- Ludacris - Area Codes
- Nelly - Batter Up
- Nelly - Ride wit Me
- Bad Ronald - Let's Begin
- D12 - Fight Music
- NSYNC - Girlfriend
- Saliva - Click Click Boom
- Bubba Sparxxx - Ugly
- Sum 41 - Fat Lip
- Sum 41 - In Too Deep

### 2002
- Bon Jovi - Misunderstood
- 3 Doors Down - When I'm Gone
- Vanessa Carlton - A Thousand Miles
- Vanessa Carlton - Ordinary Day
- Jermaine Dupri & Ludacris - Welcome to Atlanta
- Floetry - Floetic
- Enrique Iglesias - Don't Turn Off the Lights (Unreleased Version)
- Handsome Devil - Makin' Money
- Ms. Jade - Ching Ching
- NSYNC & Nelly - Girlfriend (The Neptunes Remix)
- Pastor Troy - Are We Cuttin'
- Scarface - On My Block
- Sum 41 - It's What We're All About
- Sum 41 - Still Waiting
- Sum 41 - The Hell Song
- Tom Jones - International

### 2003
- Foo Fighters - Times Like These
- Alien Ant Farm - These Days
- Alien Ant Farm - Glow
- Bon Jovi - All About Lovin' You
- Boomkat - The Wreckoning
- Hot Action Cop - Fever for the Flava
- Jewel - Intuition
- Michelle Branch - Breathe
- Thursday - War All the Time

### 2004
- Destiny's Child - Lose My Breath
- Sum 41 - We're All to Blame
- Slipknot - Vermilion Pt. 2

### 2005
- Backstreet Boys - Just Want You to Know
- Shinedown - Save Me
- Simple Plan - Untitled (How Could This Happen to Me?)
- Bloodhound Gang - Foxtrot Uniform Charlie Kilo
- Avenged Sevenfold - Bat Country
- Simple Plan - Crazy
- Juvenile - Rodeo

### 2006
- Ashley Parker Angel - Let U Go
- DMX - Lord Give Me a Sign
- Gnarls Barkley - Smiley Faces
- Kelis - Bossy
- Kelis - Blindfold Me
- Nerina Pallot - Everybody's Gone to War
- Taking Back Sunday - MakeDamnSure

### 2007
- Shop Boyz - Party Like a Rockstar
- Chamillionaire & Slick Rick - Hip Hop Police/Evening News
- Vanessa Carlton - Nolita Fairytale
- Kelis - Lil Star
- The Last Goodnight - Pictures of You
- Avril Lavigne - When You're Gone
- Musiq Soulchild - Teachme
- Sum 41 - Underclass Hero

### 2008
- Vanessa Carlton - Hands on Me
- Coheed and Cambria - Feathers
- Against Me! - Stop!
- Electrik Red - Drink in My Car
- Low vs Diamond - Heart Attack
- Margot & the Nuclear So and So's - Tall as Cliffs
- The Script - The Man Who Can't Be Moved
- Jeezy - Crazy World

### 2009
- Nerina Pallot - Real Late Starter
- 3OH!3 & Katy Perry - Starstrukk
- Jadakiss - Can't Stop Me
- Orianthi - According to You

### 2010
- Against Me! - I Was a Teenage Anarchist
- Asher Roth - G.R.I.N.D (Get Ready It's a New Day)
- Biffy Clyro - Bubbles
- Sky Ferreira - Obsession
- Nelly - Move That Body
- Far East Movement ft. Ryan Tedder - Rocketeer
- James Blunt - So Far Gone
- Flo Rida - Club Can't Handle Me
- Kid Rock - Born Free
- Nipsey Hussle - Feelin' Myself

### 2011
- The Wombats - Anti-D
- Katy Perry - Last Friday Night (T.G.I.F.)
- Rise Against - Make It Stop (September's Children)
- Red Hot Chili Peppers - The Adventures of Rain Dance Maggie
- Red Hot Chili Peppers - Monarchy of Roses
- Allstar Weekend - Not Your Birthday
- Big Time Rush - If I Ruled the Earth
- Big Time Rush - Music Sounds Better with U
- Greyson Chance - Unfriend You
- Pixie Lott - All About Tonight
- Nelly - Gone
- Rise Against - Satellite
- China Anne McClain - Calling All the Monsters
- Bella Thorne & Zendaya - Watch Me

### 2012
- Flo Rida - I Cry
- Flo Rida - Whistle
- Cash Out - Big Booty (unreleased)
- fun. ft. Janelle Monáe - We Are Young
- The-Dream - Roc
- Rita Ora - How We Do (Party)
- Brit Smith - Karma's a Bitch
- Gym Class Heroes ft. Ryan Tedder - The Fighter
- Train - 50 Ways to Say Goodbye
- Red Hot Chili Peppers - Brendan's Death Song
- Youngblood Hawke - We Come Running
- Aerosmith - What Could Have Been Love
- T.I. & Lil Wayne - Ball
- CeeLo Green & The Muppets - All I Need Is Love
- Bella Thorne & Zendaya - Fashion Is My Kryptonite
- Xia Junsu - Uncommitted
- Timbaland & Ne-Yo - Hands in the Air

### 2013
- Michael Bublé - It's a Beautiful Day
- Jonas Brothers - Pom Poms
- Florida Georgia Line & Nelly - Cruise (Remix)
- T.I. & CeeLo Green - Hello
- Mayer Hawthorne - Her Favorite Song
- Britney Spears - Ooh La La
- 2 Chainz - Used 2
- Robbie Williams - Go Gentle
- Icona Pop - Just Another Night

### 2014
- Foxes - Let Go for Tonight
- Florida Georgia Line & Luke Bryan - This Is How We Roll
- Katy Perry - Birthday
- David Guetta - Lovers on the Sun
- Charli XCX - Break The Rules
- SomeKindaWonderful - Reverse
- Florida Georgia Line - Sun Daze
- Tokio Hotel - Love Who Loves You Back
- Azealia Banks - Chasing Time

### 2015
- Wiz Khalifa & Charlie Puth - See You Again
- Twenty One Pilots - Tear in My Heart
- Kelly Clarkson - Heartbeat Song
- Florida Georgia Line - Sippin' on Fire
- Kacey Musgraves - Biscuits
- Silentó - Watch Me (Whip/Nae Nae)
- A Great Big World - Hold Each Other
- Andy Grammer - Good to Be Alive (Hallelujah)
- Charlie Puth & Meghan Trainor - Marvin Gaye
- Jesse & Joy & Alejandro Sanz - No Soy Una de Esas

### 2016
- Awolnation - Woman Woman
- Fitz and the Tantrums - HandClap
- Nick Jonas - Under You
- Magic! - Red Dress
- Sum 41 - Fake My Own Death
- Tiësto ft. John Legend - Summer Nights
- The Head and the Heart - All We Ever Knew
- Frances - Say It Again
- Biffy Clyro - Howl
- Maite Perroni - Adicta

### 2017
- Romeo Santos - Héroe Favorit
- Highly Suspect - My Name Is Human
- Lukas Graham - Drunk in the Morning
- Little Mix feat. Machine Gun Kelly - No More Sad Songs
- DNCE feat. Nicki Minaj - Kissing Strangers
- Beartooth - Sick of Me
- Olly Murs x Louisa Johnson - Unpredictable
- Kid Rock - Po-Dunk
- CNCO & Little Mix - Reggaetón Lento (Remix)
- Sia - Santa's Coming for Us

### 2018
- James Bay - Wild Love
- Liam Payne and J Balvin - Familiar
- Nevada feat. Loote - Don't Call Me
- Eros Ramazzotti - Per le strade una canzone
- Little Mix feat. Nicki Minaj - Woman like Me
- JoJo Siwa - Dream
- Jessie J - Queen

### 2019
- AMM - High Hopes
- Mabel - Mad Love
- Noah Kahan - Mess
- JoJo Siwa - Celebrate
- JoJo Siwa - BOP
- Yella Beezy - Rich MF
- Las Villa - Nadita
- Emma Bunton - Please Don't Stop
- Evan Konrad - Come On Snake, Let's Rattle
- JoJo Siwa - World Wide Party
- Akon & Becky G - Cómo no
- Bon Jovi - Limitless
- Bon Jovi - Beautiful Day
- Disney - Just Gotta Rewind
- Yo Gotti - Pose
- Ozzy Osbourne - Straight to Hell
- DED - Sex Sells

### 2020
- Ozzy Osbourne - Scary Little Green Men
- JoJo Siwa - WWP Remix
- JoJo Siwa - Nonstop
- Mattel - Cave Club
- JoJo - Man
- DED - A Mannequin Idol (Lullaby)
- AJ Mitchell - Unstoppable
- Lukas Graham - Share That Love

### 2021
- The Offspring - Let the Bad Times Roll
- Idina Menzel - Dream Girl
- Rick Ross ft. 21 Savage & Jazmine Sullivan - Outlawz

### 2022
- Machine Gun Kelly ft. Bring Me the Horizon - Maybe
- Pierce the Veil - Emergency Contact

### 2023
- Limp Bizkit - Out of Style
- Tori Kelly - Missin U

### 2024
- Tori Kelly - Thing U Do
- JoJo Siwa - Karma
- JoJo Siwa - Guilty Pleasure